# Corey Yuen
Corey Yuen (în chineză: 元奎; pinyin: Yuán Kuí; cantoneză Yale: Yuen4 Fui1, născut Ying Gang-ming; n. 15 februarie 1951, Hong Kong, Imperiul Britanic – d. 2022, Canada, creditat și ca Corey Yuen Kwai și Yuen Kwai) a fost un regizor și producător din Hong Kong.

## Filmografie

### Filme
| - Deaf and Mute Heroine (1971) - The Yellow Killer (1972) - Tough Guy (1972) - Intimate Confessions of a Chinese Courtesan (1972) - The Brutal Boxer (1972) - The 14 Amazons (1972) (cameo) - The Rats (1973) - The Money Tree (1973) - Death Blow (1973) - Chinese Hercules (1973) - The Black Belt (1973) - Wits to Wits (1974) - The Tournament (1974) - The Shadow Boxer (1974) - Naughty! Naughty! (1974) - The Evil Snake Girl (1974) - Valiant Ones (1975) - The Man from Hong Kong (1975) - The Himalayan (1976) - Bruce Lee and I (1976) - To Kill a Jaguar (1977) - Snuff Bottle Connection (1977) - Six Directions of Boxing (1977) - Secret Rivals 2 (1977) - Pursuit of Vengeance (1977) - The Mighty Peking Man (1977) - Last Strike (1977) - The Invincible Armour (1977) - 'Instant Kung Fu Man (1977) - Heroes of Shaolin (1977) - The Fatal Flying Guillotines (1977) - Death Duel (1977) - Broken Oath (1977) - The Vengeful Beauty (1978) - Flying Guillotine 2 (1978) | - Massacre Survivor (1978) - Dance of the Drunk Mantis (1979) - We’re Going to Eat You (1980) - Ring of Death (1980) - The Buddha Assassinator (1980) - Perils of the Sentimental Swordsman (1982) - Zu Warriors from the Magic Mountain (1983) - Heart of Dragon (1985) - Righting Wrongs (AKA Above the Law) (1985) - Millionaire's Express (1986) - Eastern Condors (1987) - Spooky Spooky (1988) - In the Blood (1988) - Couples, Couples, Couples (1988) - She Shoots Straight (1990) - The Raid (1990) - The Nocturnal Demon (1990) - Mortuary Blues (1990) - All for the Winner (1990) - Top Bet (1991) - Saviour of the Soul (1991) - Red Shield (1991) - Fist of Fury 1991 (1991) - Bury Me High (1991) - Saviour of the Soul 2 (1992) - A Kid from Tibet (1992) - Fist of Fury 1991 II (1992) - Women on the Run (1993) - Kick Boxer (1993) - Fong Sai-yuk II (AKA The Legend of Fong Sai Yuk II and The Legend 2) (1993) - The New Legend of Shaolin (AKA Legend of the Red Dragon) (1994) - High Risk (AKA Meltdown) (1995) - Hero (AKA Ma Wing Jing) (1997) - Just Another Pandora's Box (2010) |

### Regizor
| - Ninja in the Dragon's Den (1982) - Yes, Madam (aka Police Assassins și In the Line of Duty 2) (1985) - No Retreat, No Surrender (1986) - Righting Wrongs (aka Above the Law) (1986) - No Retreat, No Surrender 2 (aka No Retreat, No Surrender II: Raging Thunder) (1987) - In The Blood (1988) - Dragons Forever (1988) - She Shoots Straight (1990) - All for the Winner (1990) - Top Bet (1991) - Ghost Punting (1991) - Saviour of the Soul (1991) - Saviour of the Soul II (1992) - Fist of Fury 1991 II (1992) | - Women on the Run (1993) - Fong Sai-yuk (aka The Legend of Fong Sai Yuk and The Legend) (1993) - Fong Sai-yuk II (aka The Legend of Fong Sai Yuk II and The Legend 2) (1993) - The Bodyguard from Beijing (aka The Defender) (1994) - My Father Is a Hero (aka The Enforcer and Jet Li’s The Enforcer) (1995) - Mah-jong Dragon (1997) - Hero (1997) - 97 Legendary La Rose Noire (1997) - Enter the Eagles (1998) - The Avenging Fist (2001) - So Close (2002) - The Transporter (2002) - The Twins Effect II (2004) - DOA: Dead or Alive (2006) |